# 1932年ロサンゼルスオリンピックの南アフリカ選手団
1932年ロサンゼルスオリンピックの南アフリカ選手団（1932ねんロサンゼルスオリンピックのみなみアフリカせんしゅだん）は、1932年7月30日から8月14日にかけてアメリカ合衆国のロサンゼルスで開催された1932年ロサンゼルスオリンピックの南アフリカ選手団、およびその競技結果。

## 概要
今大会は金メダル2個、銅メダル3個の合計5個のメダルを獲得した。

## メダル
| メダル | 選手名                 | 競技 | 種目            |
| ------ | ---------------------- | ---- | --------------- |
| 銅     | マージョリー・クラーク | 陸上 | 女子80mハードル |